# La Glorieuse
Pour les articles homonymes, voir Glorieuse.
La Glorieuse est la cinquième unité de la série des dix patrouilleurs de la Marine nationale française du type P400 destinés aux tâches de protection des zones économiques exclusives ou de service public. Mis en service en 1985, le navire a été retiré du service en mai 2023.

## Missions
Les missions de La Glorieuse sont de l'ordre de la protection (patrouille, contrôle d'embargo, action de souveraineté, transport de commandos) ou de service public (secours en mer, police de la navigation, police des pêches, assistance aux zones isolées…).

## Carrière opérationnelle
Le navire fait partie des 10 patrouilleurs de Type P400 construits par les Constructions mécaniques de Normandie entre 1981 et 1987.
Le 31 octobre 2013, grâce à la détection par un avion de surveillance Falcon 200 Gardian, La Glorieuse interpelle un palangrier chinois qui pêchait illégalement dans la ZEE calédonienne. Au 13 novembre 2013, le navire se trouvait en opération de surveillance maritime dans l'océan Pacifique en attente de l'appui de la frégate Prairial alors en mise en condition opérationnelle pour des opérations de surveillance maritime dans la même zone.
En mars 2015, elle part aider les habitants du Vanuatu sinistrés par le cyclone Pam.
En février 2019, La Glorieuse participe à une mission de surveillance maritime – exercice « CAGOU » – avec la Marine fidjienne afin de faire respecter les ZEE des Fidji et de la Nouvelle-Calédonie et de lutter contre la pêche illégale.
Sa dernière opération démarre après une escale à Rabaul mars 2023 et consiste en l'opération de police des pêches « RAI BALANG » au profit des pays de cette région en collaboration avec un avion C-130 de la garde côtière américaine. La Glorieuse est alors armée d'un canon de 40 mm, un de 20 mm et de deux mitrailleuses de 7,62 mm.
Au cours de sa carrière, le navire a parcouru 667 460 nautiques, effectué 309 escales et visité 23 pays. Il sera remplacé par le POM Auguste Bénébig.